# Michail Zus'ko
Michail Stepanovič Zus'ko (in russo Михаил Степанович Зусько?; Vetly, 24 maggio 1972) è un generale russo.

## Biografia
Zus'ko è nato il 24 maggio 1974 a Vetly, nell'ex distretto di Ljubešiv dell'Oblast' di Volinia, dell'allora RSS Ucraina.

### Carriera militare
Nel 1993 si è diplomato alla Scuola di comando aviotrasportata di Rjazan' entrando così nelle Truppe aviotrasportate russe (VDV). Nel 2007 è stato nominato vice comandante dell'11ª Brigata d'assalto aereo.
Nel dicembre 2011 è stato trasferito alle forze terrestri russe, venendo nominato comandante della 34ª Brigata fucilieri motorizzata da montagna. Durante questo periodo è stato promosso a maggior generale. Personale appartenente alla brigata è stato identificato durante l'occupazione della Crimea nel 2014.
Secondo il governo ucraino, sempre tra l'estate e l'autunno 2014 il generale sarebbe stato trasferito nell'Ucraina orientale, con lo pseudonimo di Michail Orlov, per sostenere i separatisti filo-russi del Donbass, diventando il comandante delle truppe della Repubblica Popolare di Doneck, il 1º Corpo d'armata. Tornato in patria è stato trasferito alla 49ª Armata combinata come vice comandante. In seguito è stato il capo di stato maggiore della 58ª Armata combinata.
Nel luglio 2019 è stato trasferito al comando della 49ª Armata combinata, per poi essere nominato nominato comandante della 58ª Armata combinata l'anno successivo. Zus'ko è stato promosso a tenente generale l'11 giugno 2021.

#### Guerra russo-ucraina
Al comando della 58ª Armata, Zus'ko ha preso parte all'invasione russa dell'Ucraina avanzando dalla penisola di Crimea e occupando la regione di Zaporižžja.

## Sanzioni
Nel febbraio 2023 Zus'ko è stato aggiunto alla lista di persone sanzionate dall'Unione europea in quanto "responsabile di sostenere e realizzare azioni che compromettono l'integrità territoriale, la sovranità e l'indipendenza dell'Ucraina".